# Леонидас, Стефани
Сте́фани Леони́дас (англ. Stephanie Leonidas, род. 14 февраля 1984, Лондон) — английская актриса театра, кино и телевидения.

## Происхождение
Стефани родилась в Лондоне в семье грека-киприота и британки с богатой родословной. Кроме неё в семье ещё трое детей: младший брат актёр Димитри Леонидас, младшая сестра актриса Джорджина Леонидас и Хелена Леонидас, работающая учителем.

## Карьера
Стефани начала работать в театре, когда ей было 8 лет; спустя год ей наняли агента и девочка попала на телевидение.
На заре карьеры она снялась в телевизионной драме «Папина дочка», мыльной опере «Ночь и день»; и в 2004 году снялась в эпизоде британского комедийного телесериала «Доктор Мартин», где сыграла роль Мелани — 15-летней девушки с нездоровым увлечением хирургией. В 2005 году Стефани начала сниматься в «Зеркальной маске» Нила Геймана и Дэйва Маккина; в этом же году она получила роли в адаптации Би-би-си «Дракула» и в фильме «Крестоносец в джинсах».
Стефани сыграла роль Аделы в пьесе Лорки «Дом Бернарды Альбы» в Белградском театре в Ковентри и роль Дени в пьесе «Сахарный синдром» в лондонском театре Ройал-Корт.
С 2013 года Стефани исполняет одну из главных ролей в научно-фантастическом телесериале «Вызов». Сыграла роль Виолетты Таленти возлюбленной инспектора Морса в 7 сезоне сериала Индевор (Endeavour).

## Фильмография
| Год  |    | Русское название          | Оригинальное название      | Роль                                    |
| ---- | -- | ------------------------- | -------------------------- | --------------------------------------- |
| 1997 | с  | Мел                       | Chalk                      | Крольчиха 2                             |
| 2000 | с  |                           | Down to Earth              | Крисси                                  |
| 2001 | с  |                           | Holby City                 | Сара Ньюман                             |
| 2001 | с  | Ночь и день               | Night and Day              | Делла Уэллс                             |
| 2002 | ф  |                           | Fogbound                   | Аннет в 16                              |
| 2002 | тф | Папина дочка              | Daddy's Girl               | Эмма Купер                              |
| 2003 | тф |                           | Danielle Cable: Eyewitness | Керри                                   |
| 2003 | с  | Чисто английское убийство | The Bill                   | Кристи Салливан                         |
| 2004 | тф | Стена молчания            | Wall of Silence            | Трейси                                  |
| 2004 | ф  | Да                        | Yes                        | Грейс                                   |
| 2004 | с  |                           | Rose and Maloney           | Кети Фэлан                              |
| 2004 | с  | Доктор Мартин             | Doc Martin                 | Мелани Гибсон                           |
| 2005 | ф  | Зеркальная маска          | MirrorMask                 | Хелена / Тёмная принцесса (анти-Хелена) |
| 2005 | тф | Под кожей                 | Beneath the Skin           | Зои                                     |
| 2005 | ф  | Праздник Козла            | The Feast of the Goat      | Уранита                                 |
| 2005 | с  |                           | Revelations                | Атена                                   |
| 2005 | с  |                           | Empire                     | Оливия                                  |
| 2006 | ф  | Крестоносец в джинсах     | Crusade in Jeans           | Джен                                    |
| 2006 | тф | Дракула                   | Dracula                    | Мина Мюррей                             |
| 2006 | с  |                           | Brief Encounters           | Джей                                    |
| 2007 | с  | Испытание невинностью     | Ordeal by Innocence        | Эстер Аргайл                            |
| 2011 | ф  |                           | Luna                       | Фрейя                                   |
| 2011 | тф | Атлантис                  | Atlantis                   | Пинарути                                |
| 2011 | ф  | Как перестать был лузером | How to Stop Being a Loser  | Патч                                    |
| 2011 | ф  | Тыхочешьчтобыяубилего?    | Uwantme2killhim?           | Келли                                   |
| 2012 | с  | Вечный закон              | Eternal Law                | Джуди                                   |
| 2012 | с  | Уайтчепел                 | Whitechapel                | Джорджи Фокс                            |
| 2013 | с  | Библия                    | The Bible                  | Рахаб                                   |
| 2013 | с  | Вызов                     | Defiance                   | Айриса Ниира                            |
| 2013 | с  | Любыми средствами         | By Any Means               | Колин Паркер                            |
| 2013 | ки | Вызов                     | Defiance                   | Айриса Ниира                            |
| 2017 | с  | Большой куш               | Snatch                     | Хлои Коэн                               |
| 2020 | с  | Индевор                   | Endeavour                  | Виолетта Таленти                        |

### Театральные роли
- 2003 год Сахарный синдром[англ.] — Дени
- 2010 год Дом Бернарды Альбы — Адела
- 2012 год Влияние — Салли